# Luís Álvares de Carvalho
Luís Álvares de Carvalho (? — ?) foi um político brasileiro.
Foi presidente da província da Paraíba, de 12 de junho a 10 de setembro de 1835.